# Malmyž
Malmyž (rusky Малмыж) je město v Kirovské oblasti v Ruské federaci. Při sčítání lidu v roce 2010 měl přes osm tisíc obyvatel.

## Poloha
Malmyž leží na Šošmě těsně nad jejím ústím zprava do Vjatky. Od Kirova, správního střediska oblasti, je vzdálen přibližně tři sta kilometrů jihovýchodně.

## Dějiny
Malmyž je poprvé písemně zmiňován v patnáctém století a to jako sídlo Marijců. V roce 1584 zde bylo postaveno ruské opevněné sídlo, které se stalo v roce 1780 újezdním městem.

### Rodáci
- Igor Alexejevič Kaškarov (* 1933), skokan do výšky
- Alexandr Alexandrovič Kaljagin (* 1942), herec a režisér
- Valerij Grigorjevič Asapov (1966–2017), generál